# 奈良時代
奈良時代（ならじだい）は、日本の歴史の時代区分の一つで、第43代元明天皇により平城京（奈良・現奈良県奈良市）や聖武天皇の難波宮に都が置かれた時代。日本仏教による鎮護国家を目指して天平文化が花開いた時期とされる。

## 概説
| 西暦  | 和暦                               | 天       | できごと                                                                                        |
| ----- | ---------------------------------- | -------- | ----------------------------------------------------------------------------------------------- |
| 710年 | 和銅3年                            | 元明天皇 | ・元明天皇が都を平城京に遷都 →平城京は唐の長安を参考に造られた                                  |
| 711年 | 和銅4年                            | 元明天皇 |                                                                                                 |
| 712年 | 和銅5年                            | 元明天皇 | ・『古事記』ができる                                                                            |
| 713年 | 和銅6年                            | 元明天皇 |                                                                                                 |
| 714年 | 和銅7年                            | 元明天皇 |                                                                                                 |
| 715年 | 和銅8年 霊亀元年                   | 元正天皇 |                                                                                                 |
| 716年 | 霊亀2年                            | 元正天皇 |                                                                                                 |
| 717年 | 霊亀3年 養老元年                   | 元正天皇 |                                                                                                 |
| 718年 | 養老2年                            | 元正天皇 | ・藤原不比等らが「養老律令」を成立させる。                                                      |
| 719年 | 養老3年                            | 元正天皇 |                                                                                                 |
| 720年 | 養老4年                            | 元正天皇 | ・『日本書紀』ができる →天皇の命令で舎人親王らが編纂した                                        |
| 721年 | 養老5年                            | 元正天皇 |                                                                                                 |
| 722年 | 養老6年                            | 元正天皇 |                                                                                                 |
| 723年 | 養老7年                            | 元正天皇 | ・三世一身法（さんぜいっしんのほう）を施行 →開墾した土地は三世代に渡って所有できるとした制度    |
| 724年 | 養老8年 神亀元年                   | 聖武天皇 |                                                                                                 |
| 725年 | 神亀2年                            | 聖武天皇 |                                                                                                 |
| 726年 | 神亀3年                            | 聖武天皇 |                                                                                                 |
| 727年 | 神亀4年                            | 聖武天皇 |                                                                                                 |
| 728年 | 神亀5年                            | 聖武天皇 |                                                                                                 |
| 729年 | 神亀6年 天平元年                   | 聖武天皇 | ・長屋王の変 →基王の死の原因は長屋王が呪いをかけたせいだとして自殺に追い込んだ事件              |
| 730年 | 天平2年                            | 聖武天皇 |                                                                                                 |
| 731年 | 天平3年                            | 聖武天皇 |                                                                                                 |
| 732年 | 天平4年                            | 聖武天皇 |                                                                                                 |
| 733年 | 天平5年                            | 聖武天皇 |                                                                                                 |
| 734年 | 天平6年                            | 聖武天皇 |                                                                                                 |
| 735年 | 天平7年                            | 聖武天皇 |                                                                                                 |
| 736年 | 天平8年                            | 聖武天皇 |                                                                                                 |
| 737年 | 天平9年                            | 聖武天皇 |                                                                                                 |
| 738年 | 天平10年                           | 聖武天皇 |                                                                                                 |
| 739年 | 天平11年                           | 聖武天皇 | ・藤原広嗣の乱                                                                                  |
| 740年 | 天平12年                           | 聖武天皇 |                                                                                                 |
| 741年 | 天平13年                           | 聖武天皇 | ・聖武天皇、全国に国分寺や国分尼寺を建てさせる。                                                |
| 742年 | 天平14年                           | 聖武天皇 |                                                                                                 |
| 743年 | 天平15年                           | 聖武天皇 | ・墾田永年私財法を施行 →開墾した土地は永遠に所有できるとした制度 ・聖武天皇、大仏建立の詔を発布 |
| 744年 | 天平16年                           | 聖武天皇 |                                                                                                 |
| 745年 | 天平17年                           | 聖武天皇 |                                                                                                 |
| 746年 | 天平18年                           | 聖武天皇 |                                                                                                 |
| 747年 | 天平19年                           | 聖武天皇 |                                                                                                 |
| 748年 | 天平20年                           | 聖武天皇 |                                                                                                 |
| 749年 | 天平21年 天平感宝元年 天平勝宝元年 | 孝謙天皇 |                                                                                                 |
| 750年 | 天平勝宝2年                        | 孝謙天皇 |                                                                                                 |
| 751年 | 天平勝宝3年                        | 孝謙天皇 |                                                                                                 |
| 752年 | 天平勝宝4年                        | 孝謙天皇 | ・東大寺大仏が完成                                                                              |
| 753年 | 天平勝宝5年                        | 孝謙天皇 |                                                                                                 |
| 754年 | 天平勝宝6年                        | 孝謙天皇 | ・唐僧鑑真が来日して律宗を伝える。                                                              |
| 755年 | 天平勝宝7歳                        | 孝謙天皇 |                                                                                                 |
| 756年 | 天平勝宝8歳                        | 孝謙天皇 | ・正倉院が完成                                                                                  |
| 757年 | 天平勝宝9歳 天平宝字元年           | 孝謙天皇 | ・橘奈良麻呂の変                                                                                |
| 758年 | 天平宝字2年                        | 淳仁天皇 |                                                                                                 |
| 759年 | 天平宝字3年                        | 淳仁天皇 | ・鑑真、奈良に唐招提寺を建立する                                                                |
| 760年 | 天平宝字4年                        | 淳仁天皇 |                                                                                                 |
| 761年 | 天平宝字5年                        | 淳仁天皇 |                                                                                                 |
| 762年 | 天平宝字6年                        | 淳仁天皇 |                                                                                                 |
| 763年 | 天平宝字7年                        | 淳仁天皇 |                                                                                                 |
| 764年 | 天平宝字8年                        | 称徳天皇 | ・恵美押勝の乱                                                                                  |
| 765年 | 天平宝字9年 天平神護元年           | 称徳天皇 |                                                                                                 |
| 766年 | 天平神護2年                        | 称徳天皇 |                                                                                                 |
| 767年 | 天平神護3年 神護景雲元年           | 称徳天皇 |                                                                                                 |
| 768年 | 神護景雲2年                        | 称徳天皇 |                                                                                                 |
| 769年 | 神護景雲3年                        | 称徳天皇 |                                                                                                 |
| 770年 | 神護景雲4年 宝亀元年               | 光仁天皇 |                                                                                                 |
| 771年 | 宝亀2年                            | 光仁天皇 |                                                                                                 |
| 772年 | 宝亀3年                            | 光仁天皇 |                                                                                                 |
| 773年 | 宝亀4年                            | 光仁天皇 |                                                                                                 |
| 774年 | 宝亀5年                            | 光仁天皇 |                                                                                                 |
| 775年 | 宝亀6年                            | 光仁天皇 |                                                                                                 |
| 776年 | 宝亀7年                            | 光仁天皇 |                                                                                                 |
| 777年 | 宝亀8年                            | 光仁天皇 |                                                                                                 |
| 778年 | 宝亀9年                            | 光仁天皇 |                                                                                                 |
| 779年 | 宝亀10年                           | 光仁天皇 |                                                                                                 |
| 780年 | 宝亀11年                           | 光仁天皇 |                                                                                                 |
| 781年 | 宝亀12年 天応元年                  | 桓武天皇 | ・桓武天皇（山部親王）が即位する                                                                |
| 782年 | 天応2年 延暦元年                   | 桓武天皇 |                                                                                                 |
| 783年 | 延暦2年                            | 桓武天皇 |                                                                                                 |
| 784年 | 延暦3年                            | 桓武天皇 | ・桓武天皇によって長岡京に都が移される                                                          |
| 785年 | 延暦4年                            | 桓武天皇 |                                                                                                 |
| 786年 | 延暦5年                            | 桓武天皇 |                                                                                                 |
| 787年 | 延暦6年                            | 桓武天皇 |                                                                                                 |
| 788年 | 延暦7年                            | 桓武天皇 |                                                                                                 |
| 789年 | 延暦8年                            | 桓武天皇 |                                                                                                 |
| 790年 | 延暦9年                            | 桓武天皇 |                                                                                                 |
| 791年 | 延暦10年                           | 桓武天皇 |                                                                                                 |
| 792年 | 延暦11年                           | 桓武天皇 |                                                                                                 |
| 793年 | 延暦12年                           | 桓武天皇 |                                                                                                 |
| 794年 | 延暦13年                           | 桓武天皇 | ・桓武天皇によって平安京に都が遷される                                                          |

### 範囲
広義では、710年（和銅3年）に元明天皇によって平城京に遷都してから、794年（延暦13年）に桓武天皇によって平安京に都が遷されるまでの84年間を、狭義では同じく710年から784年（延暦3年）に桓武天皇によって長岡京に都が遷されるまでの74年間を指す。
「奈良の都」の異名を持つ平城京に都が置かれたことから、「奈良時代」や「平城時代」という。740年から745年にかけて、聖武天皇は恭仁京（京都府木津川市）、難波京（大阪府大阪市）、紫香楽宮（滋賀県甲賀市信楽）に、それぞれ短期間であるが宮都を遷したことがある。

### 特徴

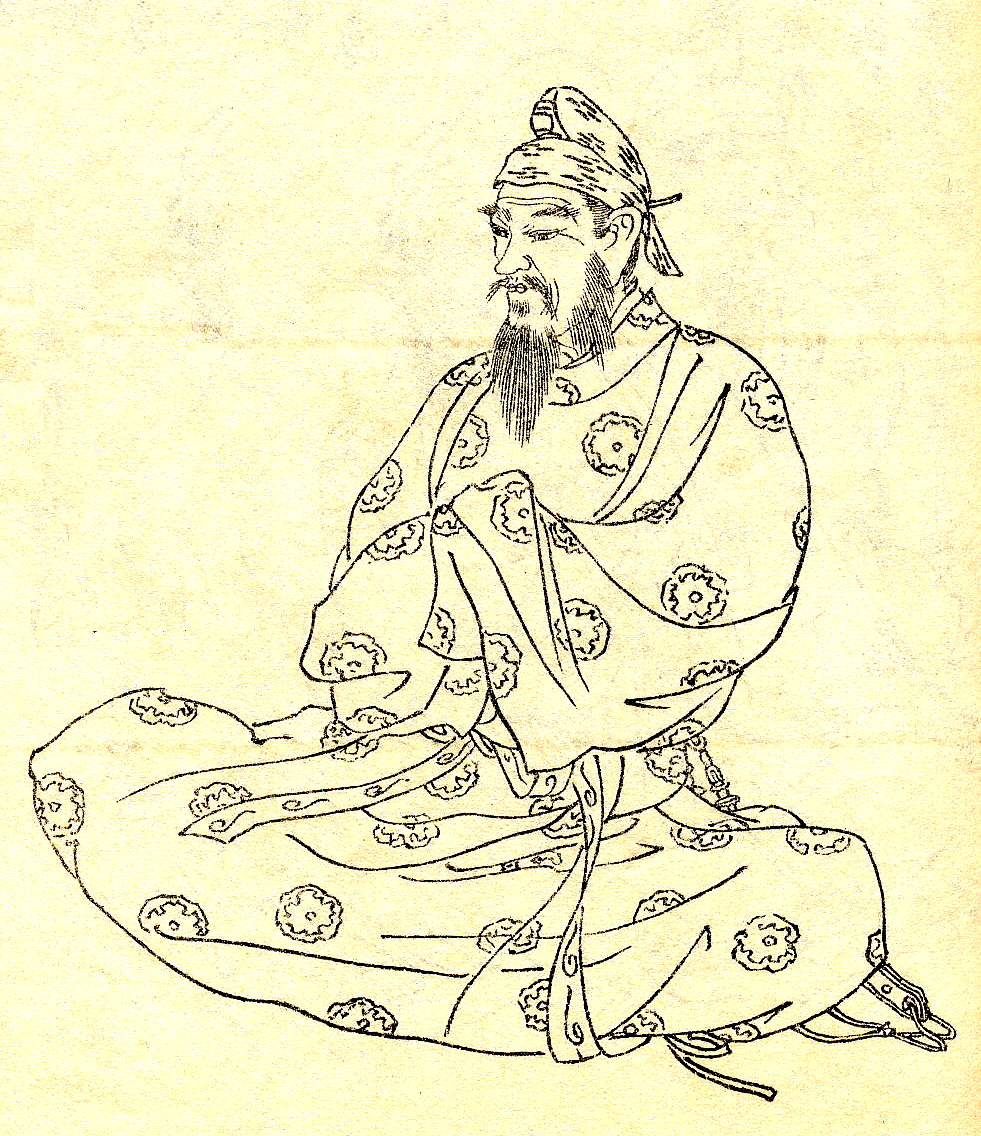
藤原不比等（菊池容斎・画、明治時代）

平城京遷都には藤原不比等が重要な役割を果たした。平城京は、中国の都長安を模した都を造営したとされる。政治家や官僚が住民の大半を占める政治都市であった。
平城京への遷都に先立って撰定・施行された大宝律令が、日本国内の実情に合うように多方面から変更されるなど、試行錯誤を行ない、律令国家・天皇中心の専制国家・中央集権を目指した時代であった。また、天平文化が華開いた時代でもあった。
710年（和銅3年）、元明天皇は藤原京から平城京への遷都を行い、都は平城京に遷った。この時期の律令国家は、戸籍と計帳で人民を把握すると、租・庸・調と軍役を課した。遣唐使を度々送り、唐をはじめとする大陸の文物を導入した。全国に国分寺を建て、仏教的な天平文化が栄えた。『古事記』『日本書紀』『万葉集』など現存最古の史書・文学が登場した。この時代、中央では政争が多く起こり、東北では蝦夷との戦争が絶えなかった。
皇位は、天武天皇と持統天皇の直系子孫によって継承されることが理想とされ、天皇の神聖さを保つ観点から、近親婚が繰り返された。その結果として、天武天皇と持統天皇の直系の皇子の多くは、病弱であり、相次いで早死にした。そのような天武・持統の直系子孫による皇位継承の不安定さが、8世紀におけるさまざまな政争を呼び起こし、結果として、天武・持統の直系の断絶・自壊へとつながった。
政治的には、710年の平城京遷都から729年の長屋王の変までを前期、藤原四兄弟の専権から764年（天平宝字8年）の藤原仲麻呂の乱までを中期、称徳天皇および道鏡の執政以降を後期に細分できる。

## 律令国家の完成とその転換
奈良時代の前半は、刑部親王らが撰述し、701年（大宝元年）に完成・施行された大宝律令が、基本法であった。
718年（養老2年）藤原不比等らに命じて、養老律令を新たに撰定した。字句の修正などが主であり、根本は大宝律令を基本としていたが、その施行は遅れ、757年（天平宝字9年）、藤原仲麻呂主導の下においてであった。

### 律令制下の天皇権力

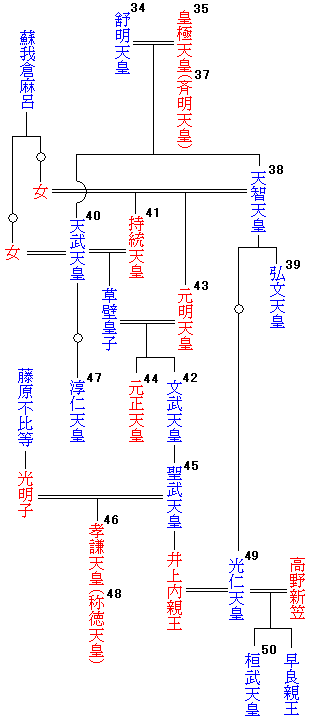
天皇系図第38-50代

律令制下の天皇には、以下のような権力があった。
貴族や官人の官職及び位階を改廃する権限、令外官（りょうげのかん）の設置権、官人の叙位および任用権限、五衛府（ごえふ）や軍団兵士に対するすべての指揮命令権、罪刑法定主義を原則とする律の刑罰に対して勅断権と大赦権、外国の使者や外国へ派遣する使者に対する詔勅の使用などの外交権、皇位継承の決定権などである。
762年（天平宝字6年）頃、淡海三船は歴代天皇の漢風諡号を撰進した。これによって、天智天皇もしくは天武天皇の時代（7世紀）に創始されたと考えられる「天皇」号は、それ以前に遡って追号された。

### 中央官制、税制と地方行政組織
大宝律令の制定によって、律令制国家ができあがった。中央官制は、二官八省と弾正台と五衛府から構成されていた。地方の行政組織は、国・郡・里で統一された。里はのちに郷とされた。さらに道制として、畿内と東海道・東山道・北陸道・山陰道・山陽道・南海道・西海道の七道に区分され、その内部は66国と壱岐嶋・対馬嶋の2嶋が配分された（令制国一覧参照）。軍団は各国に配置され、国司の管轄下におかれた。また田と民は国家のものとされる公地公民制を取り入れ、戸籍により班田が支給された。税は、租庸調と雑役から構成されていた。
742年（天平14年）大宰府を廃止。翌年、筑紫に鎮西府を置いたが、745年（天平17年）には太宰府が復された。
東北地方では多賀城、出羽柵等が設置され、蝦夷征討と開発、入植が進められた（既述）。

### 農地拡大政策と律令国家
律令国家は、高度に体系化された官僚組織を維持するため、安定した税収を必要とした。いっぽう、日本の律令に規定された班田収受法には、開墾田のあつかいについての明確な規定がなかった。そのため、長屋王を中心とする朝廷は722年（養老6年）に良田百万町歩開墾計画を立て、計画遂行を期して723年（養老7年）には田地開墾を促進する三世一身法（さんぜいっしんのほう）を施行した。この法では、新しく灌漑施設をつくって開墾した者は三代のあいだ、もとからある池溝を利用した者は本人一代にかぎり、墾田の保有を認めた。
農民の墾田意欲は必ずしも向上せず、墾田も思いのほか進まなかったため、743年（天平15年）、橘諸兄政権はさらなる墾田促進を目的とした墾田永年私財法を施行した。これは、国司に申請して開墾の許可を得て、一定期間内に開墾すれば、一定限度内で田地の永久私有をみとめるものであった。
両法令は公地公民制の基盤を覆す性格をもったことは確かだが、動機としては班田（口分田）を確保することによって律令体制の立て直しを図ったものであったことも事実である。開墾をおこなう資力にめぐまれた貴族や豪族、寺社の土地所有は以後増加の一途をたどった。とくに大貴族や大寺院は、広大な土地を囲い込み、一般の農民や浮浪人を使役して私有地を広げた。これが荘園の起こりであるが、租税義務のともなう輸租田を主とするものであり、初期荘園（墾田地系荘園）と呼ばれる。

## 平城京の造営と和同開珎
元明天皇即位の翌年にあたる708年（慶雲5年）正月、武蔵国が自然銅を献上したのを機に「和銅」と改元され、翌2月には、貨幣の鋳造と都城の建設が開始された。2月11日、鋳銭をつかさどる催鋳銭司がおかれ、2月15日、平城遷都の詔が出された。

### 平城遷都と橘賜姓

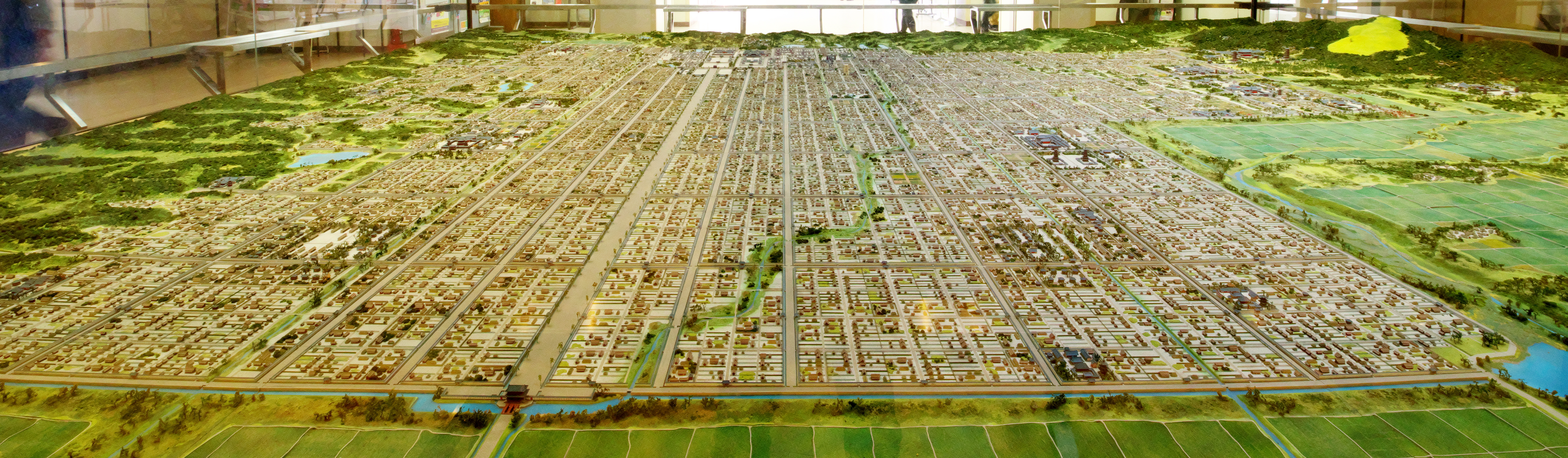
平城京の復元模型（奈良市役所の展示物）

「平城遷都の詔」によれば、新都は「方今、平城之地、四禽叶図…」とあり、「四神相応の地」が選ばれた。藤原京は、南から北にかけて傾斜する地形の上に立地し、藤原宮のある地点が群臣の居住する地より低く、臣下に見下ろされる場所にあったのが忌避されたとみなされることもあり、また現実問題として排水が悪いなどの難点ともなった。しかしそれだけではなく、藤原京は唐との交流が途絶えた時期に造られたため、古い書物（『周礼』）に基づいた設計を行ったと考えられ、当時の中国の都城と比しても類例のないものとなっていた。実際には、30数年ぶりに帰国した遣唐使の粟田真人が朝政にくわわってこれらの問題が明らかになり、また唐の文化や国力、首都長安の偉容や繁栄などを報告したことが、藤原京と長安との差がかけ離れていることを自覚することとなって、遷都を決めた要因となったと考えられるのだ。その根底には、壮麗な都を建設することが、外国使節や蝦夷・隼人などの辺境民、そして地方豪族や民衆に対して天皇の徳を示すことに他ならず、国内的には中央集権的な支配を確立するとともに、東夷の小「中華帝国」を目指したものに他ならなかった。9月、元明天皇はみずから平城の地を視察し、造平城京司の長官ら17名を任命、10月には伊勢神宮に勅使を派遣して新都造営を告げ、11月、平城宮予定地のため移転させられる民家に穀物、布を支給、12月には地鎮祭を行い、造営工事を開始した。
この年（和銅元年）、遷都を主導した藤原不比等は正二位、右大臣に進み、不比等の後妻、県犬養三千代は女帝の大嘗祭において杯に浮かぶタチバナとともに「橘宿禰」の姓を賜った。地名や職掌にかかわる名が一般的ななかで植物の名を氏名とするのは稀有なことであり、彼女の生んだ皇子たちは橘を名のって、橘氏の実質上の祖となった。なお、これにより橘諸兄と改名した葛城王と、のちに皇后となる光明子（光明皇后）とは、三千代を母とする異父同母の兄妹にあたる。

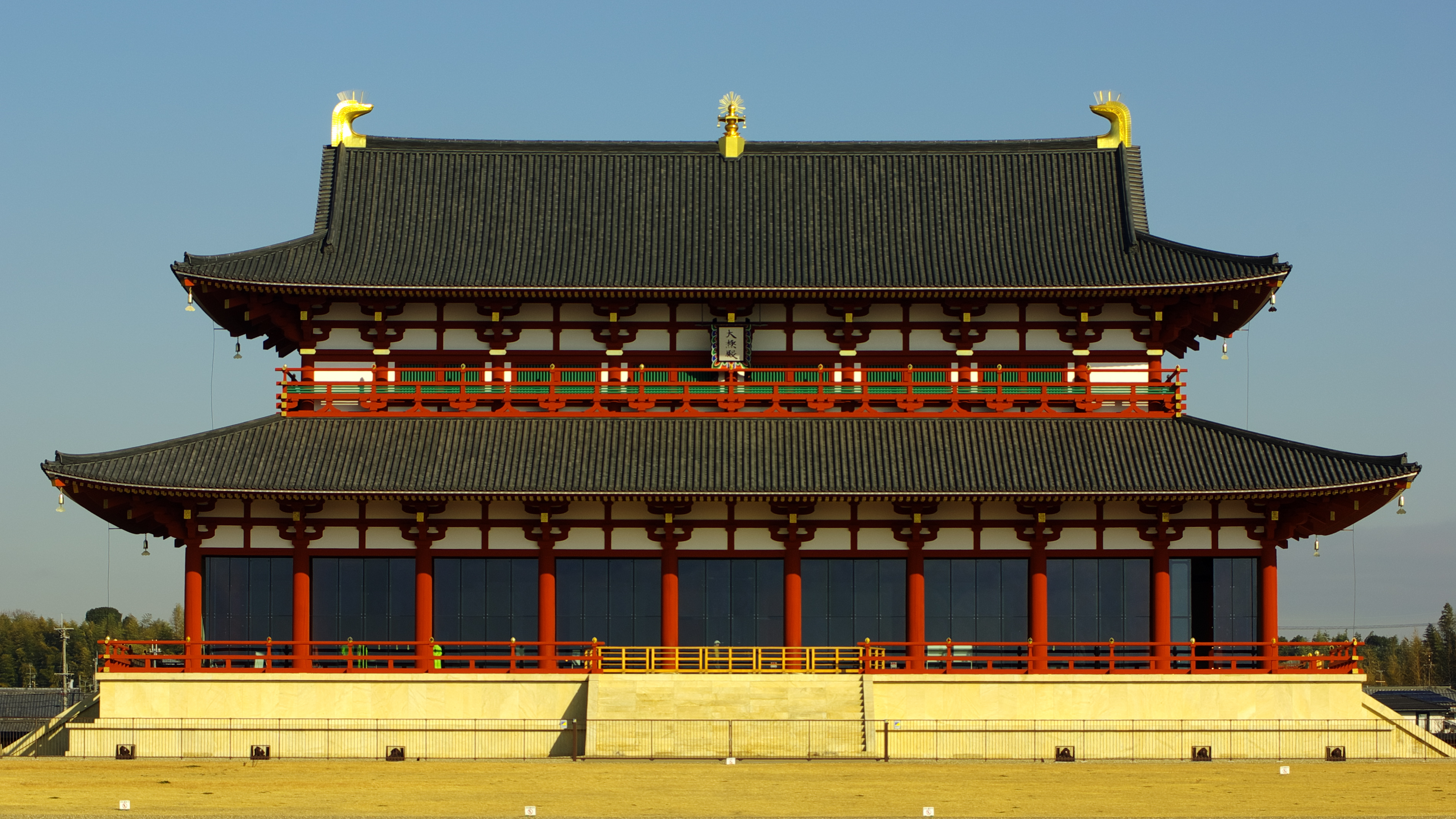
復元された平城宮第一次大極殿

平城京の造営工事はきわめて短期間のうちに遂行された。工事着工後の1年4か月後の和銅3年（710年）3月には平城遷都が決行されたが、このように急ピッチでの遷都が可能であったのは、寺院も含めて建物の多くが藤原京からの移築だったことによる。近年の知見では新都平城京の規模は旧都藤原京とほぼ変わらず、むしろ藤原京のほうが広いぐらいであり、長安城に比較すれば4分の1程度にすぎなかった。平城京の特色としては「外京」という左京からの張り出し部分を設けたことで、完全な矩形ではないことである。「外京」はむしろ今日の奈良市の中心街となっている。平城京に所在する建物は、唐風建築のみならず、掘立柱で板敷の高床建築で屋根は檜皮葺という前代よりの伝統的な日本風建築も多かった。

### 和同開珎と蓄銭叙位令

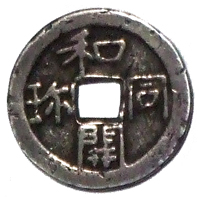
和同開珎銀銭

都城の造営は短期間にすすめられたが、貨幣の鋳造のスピードもはやかった。708年2月に催鋳銭司がおかれ、同年5月にははやくも和同開珎の銀銭、同じく8月には銅銭が発行されている。銀銭の発行が早かったのは、秤量貨幣としての銀の通用の伝統があったためとみられる。
平城京が持統天皇期の藤原京の発展形であったのと同様、和同開珎もまた富本銭の発展形であり、また唐の銭貨にならったものであった。銭貨は新都の造営にやとわれた人びとへの支給銭など宮都造営費用の支払いに利用され、政府はさらにその流通をめざして和銅4年（711年）10月に一定量の銭を蓄えた者に位階を与えるとする蓄銭叙位令を発したものの、京・畿内を中心とした地域の外では、稲や布などを物品貨幣とする交易が広くおこなわれていた。蓄銭叙位令は一種の売官制であり、かえって貨幣の死蔵がすすみ、円滑な貨幣交換がさまたげられることがあった。政府は、こののちも銅銭の鋳造をつづけ、10世紀の乾元大宝まで12回にわたり国家的に銭貨の鋳造はおこなわれた。これを、皇朝十二銭という。
一方で、私鋳銭禁止令が和同開珎鋳造と同じ和銅元年（708年）に出されている。役人が位階獲得を目的に私鋳銭を製造しないよう、私鋳銭製造に対しては官位剥奪、「斬」（首を切る極刑）の罰が加えられた。

## 政争と皇権の動揺

### 長屋王の変と光明子立后
この時代の初め、中臣鎌足の息子藤原不比等があらわれて政権をにぎり、律令制度の確立に力を尽くすとともに、皇室に接近して藤原氏発展の基礎をかためた。不比等死後に政権を担当したのは、高市皇子の子で天武天皇の孫にあたる長屋王であった。彼は右大臣に昇って権勢を誇ったが、その前後から負担に苦しむ農民の浮浪や逃亡がふえ、社会不安が表面化したため、政府は財源確保のため723年（養老7年）には、三世一身法を施行して開墾を奨励した。不比等の娘藤原宮子を母とする聖武天皇が724年（神亀元年）に即位したころから、不比等の子武智麻呂、房前、宇合、麻呂の藤原四兄弟が政界に進出した。729年（神亀6年）、左大臣にのぼった長屋王に対し藤原四兄弟は「左道によって国家（天皇）を傾ける（殺す）」と讒訴して、自殺に追いこみ（長屋王の変）、政権を手にした。変の直後、藤原氏は不比等の娘光明子を、臣下で最初の皇后（光明皇后）に立てることに成功した。

### 橘諸兄政権と聖武天皇
その藤原四兄弟が737年（天平9年）に天然痘の流行で相次いで死亡すると、皇族出身の橘諸兄が下道真備（のちの吉備真備）や僧玄昉を参画させて政権を担った。これを不満とした宇合の長男藤原広嗣は、740年（天平12年）、真備らを除くことを名目に、九州で挙兵したが、敗死した（藤原広嗣の乱）。この反乱による中央の動揺ははなはだしく、聖武天皇は、山背の恭仁、摂津の難波、近江の紫香楽と転々と都をうつした。相次ぐ遷都による造営工事もあって人心はさらに動揺し、そのうえ疫病や天災もつづいたので社会不安はいっそう高まった。かねてより厚く仏教を信仰していた聖武天皇は鎮護国家の思想により、社会の動揺をしずめようと考え、741年（天平13年）に国分寺建立の詔、743年（天平15年）には盧舎那大仏造立の詔を発した。これにより東大寺大仏がつくられ、752年（天平勝宝4年）に完成、女帝孝謙天皇・聖武太上天皇臨席のもと、盛大な開眼供養がおこなわれた。

### 仲麻呂政権の消長
この間に光明皇后の信任を得た藤原南家の藤原仲麻呂（武智麻呂の子）が台頭、紫微中台を組織して755年（天平勝宝7歳）には橘諸兄から実権を奪い、757年（天平宝字元年）には諸兄の子橘奈良麻呂も排除した（橘奈良麻呂の乱）。仲麻呂は独裁的な権力を手中に、傀儡（かいらい）として淳仁天皇を擁立。みずからを唐風に恵美押勝と改名すると、儒教を基本とする中国風の政治を推進したが、今度は孝謙上皇の寵愛を得た僧道鏡が頭角を現す。押勝はこれを除くために764年（天平宝字8年）に反乱を起こして敗死した（藤原仲麻呂の乱）。これにより、淳仁天皇は廃され、淡路に流された。

### 宇佐八幡宮神託事件と光仁天皇
道鏡は、やがて765年（天平神護元年）には太政大臣禅師、翌766年（天平神護2年）には法王となって、一族や腹心の僧を高官に登用して権勢をふるい、西大寺の造立や百万塔の造立など、仏教による政権安定をはかろうとした。称徳天皇（孝謙上皇が復位）と道鏡は宇佐八幡宮に神託がくだったとして、道鏡を皇位継承者に擁立しようとしたが、藤原百川や和気清麻呂に阻まれ、770年（宝亀元年）の称徳天皇の没後に失脚した（宇佐八幡宮神託事件）。光仁天皇を擁立した藤原北家の藤原永手や藤原式家の藤原良継・百川らが躍進した。光仁天皇はこれまでの天武天皇の血統ではなく、天智天皇の子孫であった。光仁天皇は、官人の人員を削減するなど財政緊縮につとめ、国司や郡司の監督をきびしくして、地方政治の粛正をはかった。しかし、780年（宝亀11年）では陸奥国で伊治呰麻呂の反乱がおきるなど、東北地方では蝦夷の抵抗が強まった。

### 長岡京から平安京へ
784年（延暦3年）強まってきた寺社勢力からの脱却のため、桓武天皇が山背国長岡の地に新たな都（長岡京）を造成したが、工事責任者の藤原種継が暗殺され、桓武天皇の弟早良親王が捕まる事態となって、794年（延暦13年）新しい都城を造成し、山背国を山城国と改め、新京を平安京と名づけて遷都した。この遷都をもって、奈良時代と呼称される時代は完全に終焉を遂げ、平安時代がはじまる。

## 天平文化
政府は、学生や僧を唐へ留学させ、さまざまな文物を取り入れた。また、朝鮮半島との交流も盛んであった。これらの交易物などは、正倉院宝物でも、その一端をうかがい知ることができる。716年（霊亀2）には阿倍仲麻呂（唐で客死）・吉備真備・僧玄昉ら唐に留学した。彼らは、当時の列島にさまざまな文化をもちこんだ。

### 『記・紀』・風土記と万葉集の編纂
712年（和銅5年）にできたとされる『古事記』は、宮廷に伝わる「帝紀」「旧辞」をもとに天武天皇が稗田阿礼によみならわせた内容を、元明天皇の時に太安万侶が筆録したものである。神話・伝承から推古天皇にいたるまでの物語であり、多くの歌謡を収載している。口頭の日本語を漢字の音・訓を用いて表記されている。
それに対し、714年（和銅7年）に紀清人・三宅藤麻呂に国史を撰集させ、舎人親王が中心となって神代から持統天皇までの歴史を編集、720年（養老4年）に撰上されたのが『日本紀（日本書紀）』30巻・系図1巻である。これは、中国の歴史書の体裁にならったもので、漢文の編年体で記されている。こののち、『日本三代実録』まで漢文正史が編まれて「六国史」と総称されるが、『日本書紀』はその嚆矢となったものである。
また、政府は713年（和銅3年）には諸国に「風土記」の編纂を命じた。これは、郷土の産物や山や川などの自然、あるいはその由来、古老の言い伝えなどを収めた地誌である。『出雲国風土記』がほぼ完全に伝存するほか、常陸国、播磨国、豊後国、肥前国の風土記のそれぞれ一部が伝えられている。これは、古代の地方の様相を示す貴重な文献資料になっている。
文芸の面では、751年（天平勝宝3年）に現存最古の漢詩集『懐風藻』が編集され、大友皇子、大津皇子、文武天皇、長屋王などの作品を含む7世紀後半以降の漢詩をおさめている。奈良時代中期を代表する漢詩文の文人としては淡海三船と石上宅嗣が著名であり、いずれかが『懐風藻』の編集にたずさわったであろうと推定されるが、確実な証拠はない。
和歌の世界でも、和銅年間から天平年間にかけて山上憶良、山部赤人、大伴家持、大伴坂上郎女らの歌人があいついであらわれた。『万葉集』は759年（天平宝字3年）までの歌約4500首を収録した歌集で、雄略天皇の歌が巻頭をかざっている。舒明天皇・推古天皇以降の飛鳥時代、奈良時代の和歌が収められ、著名な歌人や宮廷人の作品ばかりではなく、東歌や防人歌など、地方の農民の素朴な感情をあらわした作品も多く収められており、このなかには心に訴える優れた歌が多くみられる。漢字の音と訓をたくみに組み合わせて日本語を記す万葉仮名が用いられていることも大きな特徴である。

### 仏教の興隆

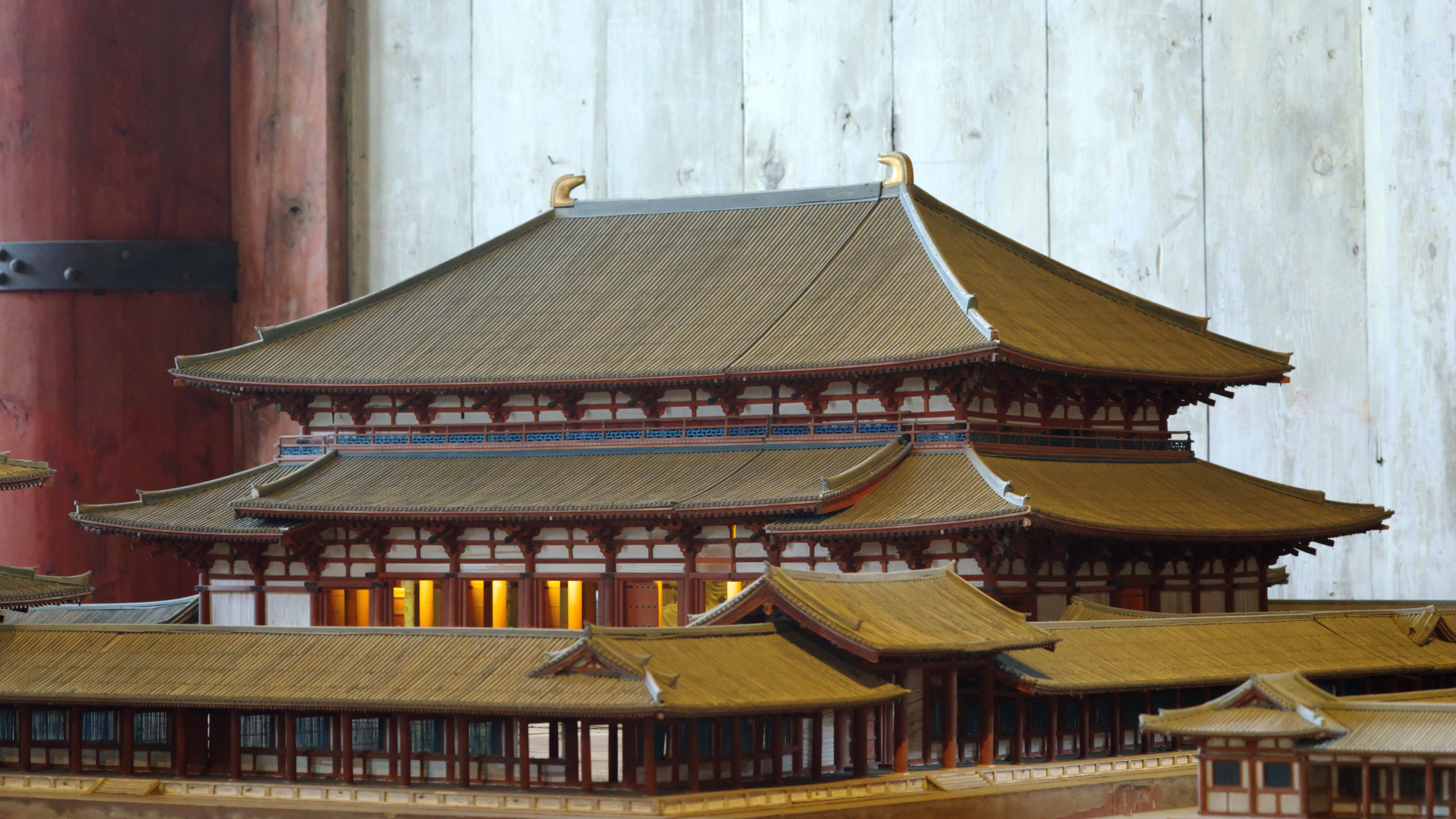
東大寺の創建時大仏殿復元模型

奈良時代の日本仏教は、鎮護国家の思想とあいまって国家の保護下に置かれていよいよ発展し、国を守るための法会や祈祷がさかんにおこなわれた。政府は平城京内に大寺院をたて、聖武天皇は、741年（天平13）に全国に詔して、国分僧寺や尼寺を全国に建てさせ、また良弁を開山の師として東大寺の造営をおこない、743年（天平15）には、廬舎那仏金銅像（大仏）の造立を発願し、国家の安泰を願った。大仏の造立は、紫香楽宮で始まった。752年（天平勝宝4年）には、出家し、退位した聖武太上天皇・光明皇太后・聖武の娘である孝謙天皇らが、東大寺に行幸し、大仏の開眼供養を行った。さらに孝謙天皇が重祚した称徳天皇は西大寺を建立した。
僧侶は南都七大寺（大安寺、薬師寺、元興寺、興福寺、東大寺、西大寺、法隆寺）などの寺において仏教の教理を研究。南都六宗（三論宗、成実宗、法相宗、倶舎宗、華厳宗、律宗）という学派が形成された。大規模な写経もおこなわれており、特に光明皇后発願の一切経の写経事業は、大仏造立や国分寺造営とならぶ大事業であった。

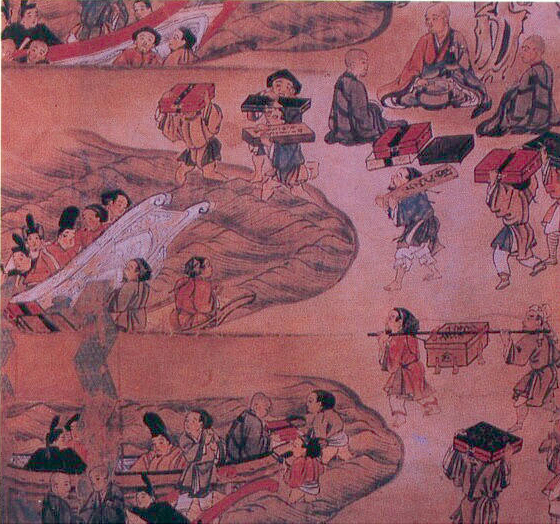
鑑真第6回渡海図（「東征伝絵巻」第4巻）

仏教の発展は、遣唐使にしたがって留学した道慈（三論宗）や玄昉（法相宗）ら学問僧たちの努力によるところが大きいが、754年（天平勝宝6年）1月に6度目の航海のすえに平城京に到着して、戒律や多数の経典を伝えた唐出身の鑑真和上、大仏開眼供養の導師となったインド出身の菩提僊那、菩提僊那と同時に来日したチャンパ王国（林邑）出身の僧仏哲、唐僧道璿、また、多くの新羅僧ら外国出身の僧侶の活動に負うところも大きかった。
朝廷は国教として仏教を保護するいっぽう、「僧尼令」などの法令によってきびしく統制し、僧侶になる手続きや資格をさだめて仏教の民間布教に制限を加えた。行基のように禁令にそむいて民間への布教をおこない、弾圧されたものの灌漑設備や布施屋の設置、道路建設などの社会事業に尽力すると、民衆の支持を集める僧侶もあった。行基は結局、その人気に注目した政府によって登用され、大仏建立に尽力したことで大僧正の僧位を得た。
他に社会事業をおこなった人物としては、行基の師で宇治橋をつくったといわれる道昭（法相宗の開祖）、貧窮した民衆を救済するための悲田院・施薬院を設けた光明皇后、多数の孤児を養育した和気広虫などがいる。

## 対外関係
618年、隋に代わって中国を統一した唐は大帝国を築き、東アジアに広大な領域を支配して周辺諸地域に大きな影響をあたえた。西アジアや中央アジアなどとの交流も活発であり、首都長安は国際都市として繁栄した。玄宗の治世前半は「開元の治」と称された。周辺諸国も唐と通交して漢字・儒教・漢訳仏教などの諸文化を共有して、東アジア文化圏が形成された。

### 東夷の小帝国
その中にあって日本の律令国家体制では、天皇は中国の皇帝と並ぶものであり、唐と同様、日本を中華とする帝国構造を有していた。それは国家の統治権が及ぶ範囲を「化内」、それが及ばない外部を「化外」と区別すると、さらに化外を区分して唐を「隣国」、朝鮮諸国（この時代には新羅と渤海）を「諸蕃」、蝦夷・隼人・南島人を「夷狄」と規定する「東夷の小帝国」と呼ぶべきものであった。律令に規定後、それを自負したり目指したことと、とりわけ唐や朝鮮諸国との関係に実態がともなったかどうかは別の問題である。

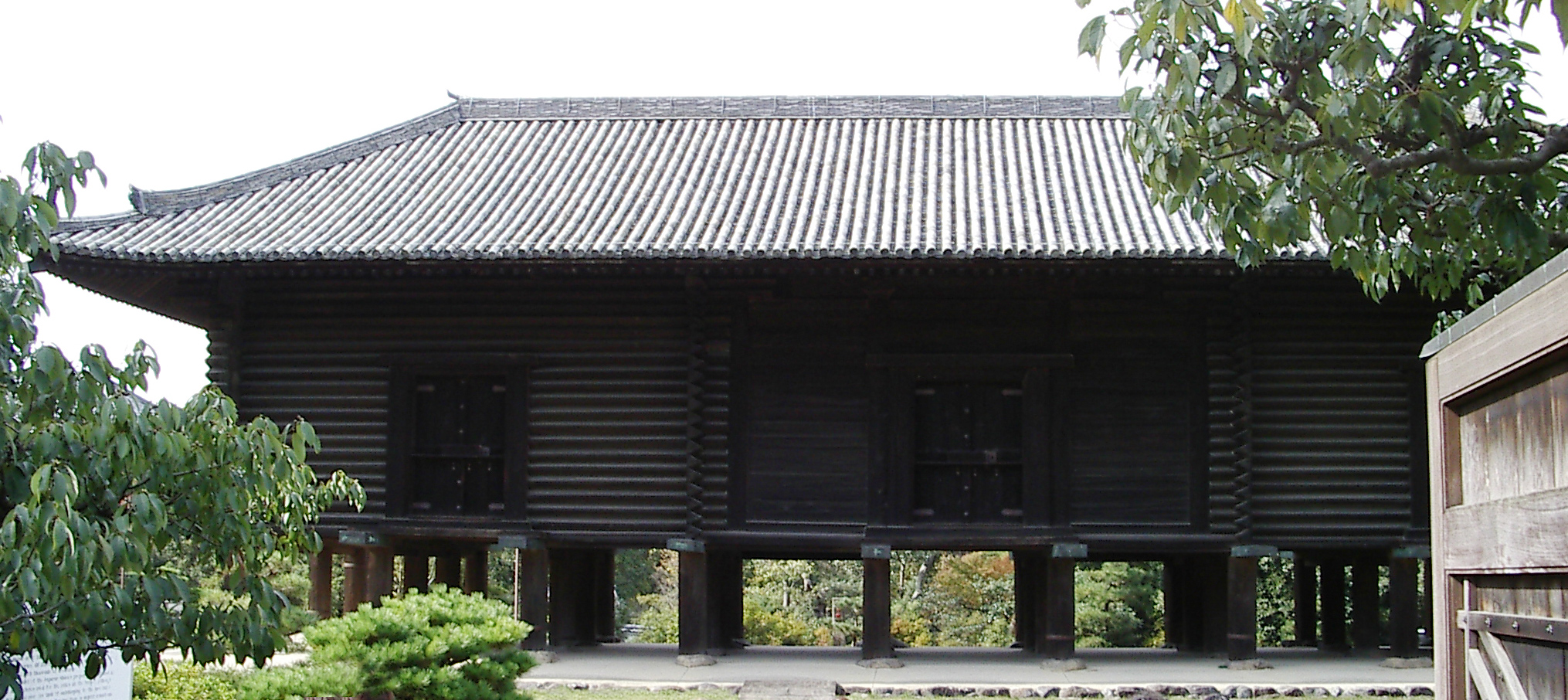
東大寺の正倉院
聖武天皇・光明皇后にかかわる遺品が数多く収められている

### 唐
630年の犬上御田鍬にはじまる日本からの遣唐使は、奈良時代にはほぼ20年に1度の頻度で派遣された。大使をはじめとする遣唐使には、留学生や学問僧なども加わり、多いときには約500人におよぶ人びとが4隻の船に乗って渡海した。日本は唐の冊封は受けなかったものの、実質的には唐に臣従する朝貢国の扱いであった。使者は正月の朝賀に参列すると、皇帝を祝賀した。当時の造船術や航海術はなお未熟な点も多く、海上での遭難も少なくなかった。危険を冒して遣唐使たちは、多くの書籍やあるいはすぐれた織物や銀器・陶器・楽器などを数多く持ち帰り、また、唐の先進的な政治制度や国際色豊富な文化を持ち帰り、当時の日本に多大な影響をあたえた。中でも知識に対する貪欲さはすさまじく、皇帝から下賜された品々を売り払って、その代価ですべて書籍を購入して積み帰ったと唐の正史に記されるほどであった。文物だけでなく、知識を身につけた留学生や留学僧も日本に戻って指導的な役割を果たしている。とくに、帰国した吉備真備や玄昉は、後に聖武天皇に重用され、政治の世界でも活躍した。

### 新羅
白村江の戦いののち朝鮮半島を統一した新羅との間にも多くの使節が往来した。ところが、7世紀末から8世紀代の日本は（唐を「隣国」、新羅・渤海を「蕃国」とする）律令体制を築く過程で、中華意識を高めており、新羅を「蕃国」として位置づけ、従属国として扱おうとしたため、度々衝突が起きた（田村圓澄）。これにより、遣唐使のルートも幾度か変更されている。新羅は、半島統一を巡って唐と戦争中であり、背後の日本が唐側に着かないように唐を牽制するため使節を送り続けていた。唐と交戦している状況であったため8世紀初頭までは日本側の朝貢形式を容認していたが、渤海の成立後に唐との関係が好転した新羅は、朝貢してまで日本との関係を維持する必要がなくなったため、対等外交を主張するようになった。日本はこれを認めなかった。両国の関係悪化が具体化すると、新羅は日本の侵攻に備えて築城（723年、毛伐郡城）する。日本でも一時軍備強化のため節度使が置かれた。737年には新羅征討が議論に上った。この時期に日本では天然痘が大流行しており、政治の中心人物であった藤原武智麻呂をはじめとする藤原四兄弟、高位貴族が相次いで没して政治を行える人材が激減、国内が混乱に陥ったため、現実のものとはならなかった。
755年、安史の乱が起こり唐で混乱が生じると、新羅に脅威を抱く渤海との関係強化を背景に藤原仲麻呂は新羅への征討戦争を準備している（渤海との共同作戦を大前提にしていたが、渤海側に拒否されたため、開戦は延期されつづけ、最終的には仲麻呂の没落によりやはり実現しなかった）。このように衝突には至らなかったが、日本側の要求に応じてまで国交を維持する必要のなくなった新羅は使節の派遣を止め、779年を最後に途絶えることとなった。
上記のような説には異論が出されている。新羅は日本側の臣称・上表形式の国書を送るようにとの要求に対して、国交が断絶する最後まで、新羅王の国書自体を一回も送らなかった。新羅が唐の圧力を受けている間は、「新羅の使節」は日本への朝貢形式を容認していたが、八世紀中葉以降日本の朝貢要求を拒否するようになる。新羅王が日本に一度も国書を送っておらず、そもそも新羅が日本の朝貢体制を認めていたか疑問であり、新羅の使節が現地で誤魔化したのかもしれない（堀敏一）。また、川本芳昭は新羅が中国皇帝にしか許されない建元を日本より100年以上早く行うなど、その中華意識から考えて、上記のような説には一定の問題があるとしている。
こうした一方で、新羅は民間交易に力を入れ、唐よりも日本との交流が質量ともに大きく、現在の正倉院に所蔵されている唐や南方の宝物には新羅商人が仲介したものが少なくないとされている。8世紀末になると遣新羅使の正式派遣は途絶えたが、新羅商人の活動はむしろ活発化している。

### 渤海
713年、靺鞨族が主体となって旧高句麗人（狛族）と共に中国東北部に建国した渤海とは緊密な使節の往来がおこなわれた。渤海は、唐・新羅の対抗上727年（神亀4年）に日本に渤海使を派遣して国交を求めた。唐・新羅に挟まれ、加えて支配下の黒水靺鞨の反乱など内外の危機的状況から、「蕃国」高句麗の後継として朝貢形式を求める日本に妥協し、朝貢使節とすることを容認した。渤海からの国書においても渤海の危機的状況に比例・反比例して日本の中華意識に迎合する文言が増減した。日本側は渤海を「蕃国」高句麗の再来としてその朝貢を歓迎すると共に、新羅との対抗関係から、渤海との通交をきわめて重視し、遣渤海使を派遣した。日本は新羅同様、渤海に対しても臣称・上表形式（臣下と称して、君主に文書を奉るという形式）の国書の送付を求めた。渤海は新羅と異なり国書こそ日本へ送付したが、その形式は「啓」というものであった。個人間の通信に用いる「啓」を国家間の公式文書に用いたのは渤海がアジアで初めてである。啓は国書に用いられる形式ではなく、個人間の起居を問う書信文であるから、国書の一般的な目的には合致しており、本来、上行文書であるから、相手国に対する丁重な態度を示すことになる。このような個人的な通信文を国書に転用したのは渤海の知恵だったと考えられている。あくまで「臣称・上表」形式を求める日本側はこれを度々批判したが、渤海は一貫して「臣称・上表」形式の国書の送付を拒否した。結局、日本側も啓を「慣例」として認めた。例外的に渤海が上表形式の国書を送った記事が続日本紀に記載があるが、記事は宝亀年間にのみ集中しており、渤海からの啓を上表と見做したと考えられている。
唐との関係が改善されると、渤海使の軍事的役割は低下し交易の比重が重くなり、来日の頻度も増えていった。平安時代初期には完全に変質した。824年には右大臣藤原緒嗣が「渤海使は商人であるので、今後は外交使節として扱わないように」と述べたほどであった。
一方、日本から渤海に送られた国書は天皇からの慰労詔書形式であるが、その書き出しは新羅に対するもの同様、一貫して「天皇敬問渤海国王」あるいは「天皇敬問渤海郡王」であった。この書式は中国に倣ったもので、中国では対等国ないし特別に尊重すべき相手国に出す書式であった。渤海や新羅を臣属国としようとしたのは、あくまで日本側の思惑であって、実際は日本の思惑通りにはいかなかった。国家間の臣属関係は官職の授与による「冊封」を通じて初めて成立するが、日本と新羅・渤海間に冊封関係は成立しなかった。そのような関係がおのずから丁重な形式の採用になった。

### 隼人と南島
九州南部は、古墳時代に地下式横穴墓・板石積石棺墓（地下式板石積石室墓）・土壙墓などの独特な墓制が出現した地域であり、この地域の人々は古くは熊襲、7世紀後半ごろからは隼人と呼ばれるようになる。5世紀末ごろから徐々に大和政権の影響が浸透していたが、大宝律令が施行された時点でも依然として律令制的支配の及ばない地域だった。699年に三野城・稲積城が築かれ、律令国家は軍事力を背景とした支配を進めはじめる。709年には隼人の朝貢制度が始まり、朝廷において蝦夷とともに異民族たる「夷狄」が服属していることを示す。国家の儀礼において重要な役割を与えられた。しかし支配への抵抗も強く、特に720年には7年前に新設された大隅国の国守陽侯史麻呂が殺害される事件が起こった。これに対して律令政府は大伴旅人を大将軍として大規模な軍を派遣後、翌年までかかって鎮圧した（隼人の反乱）。その結果722年にははじめて造籍が行われ、以後隼人の組織的な抵抗はなくなった。ただ奈良時代における隼人はあくまで朝貢の対象であり、大隅・薩摩の両国に班田が行われるのは、平安時代に入った800年（延暦19年）のことである。
一方今の南西諸島からは、すでに7世紀の前半から使者が大和政権に「朝貢」するようになっていたが、698年には覓国使が南島に派遣され、翌年多褹（種子島）、夜久（屋久島）、菴美（奄美大島）、度感（徳之島）が朝貢に訪れ、702年には行政組織としての多禰島が設置された。南島からは工芸品の材料となる夜光貝や赤木といった特産物がもたらされ、また南島へは鉄器がもたらされた。大宰府跡からは「掩美嶋」（奄美大島）・「伊藍嶋」（沖永良部島か）と書かれた木簡が出土しており、また奄美大島奄美市の小湊・フワガネク遺跡から夜光貝による貝匙製作跡が見つかっている。9世紀になると「国なくして敵なく、損ありて益なし」といわれたように律令国家の関心は薄くなっていった。

### 蝦夷
歴史上、蝦夷と呼ばれる人々がどのような人々であったのかはいまだにさまざまな論があるが、何であれ中華思想に基づいた律令国家にとっては、「自らの支配下の外側にある人々という概念」でしかなかった。
しかし、奈良時代になると平城京の造営や軍団の整備により財政が悪化したことから、それまで支配下とは考えていなかった蝦夷からも徴税するため、大規模な侵略を始めたことで戦いが激化した。7世紀半ばに阿倍比羅夫らが現在の秋田や津軽地方、さらにその北方に至ったとされるが、8世紀初頭に律令国家に安定的に組み込まれていたのは、今の山形県庄内地方や宮城県中部以南までであった。当時は城や柵（城柵官衙と呼ばれる施設）が作られ、その周囲に柵戸と呼ばれる民が関東や北陸地方から移民させられて耕作に当たっていた。郡山遺跡（宮城県仙台市）は当時の中心的な官衙であったとみられている。平城遷都の前後から政府は急速な拡大政策をとる。708年には越後国に出羽郡をおき、712年には出羽国とした。また東海・東山道諸国の民を城柵に移す。農耕や防衛に当たらせた。これに対して蝦夷は709年および720年に反乱を起こすと、720年の時には陸奥按察使上毛野広人が殺害される事態となった。政府は大軍を発してこれを鎮圧、新たに郡と柵、さらにこれらを統括する施設として多賀城を建設した。一方日本海側では733年に出羽柵が現在の秋田市に移設された（後の秋田城）。
その後政府は蝦夷の首長を郡司に任命して部族集団の間接的な支配を行い、また個別に服属してきた者は俘囚として諸国に移民させられたりした。こうして東北地方南部は徐々に律令制の内部に組み込まれていくが、東北地方北部以北は依然として律令国家の支配外であった。しかし文化・経済の交流は続き、擦文文化には出羽地方の古墳の影響を受けた末期古墳が築造され、また恵庭市では和同開珎も出土している。
藤原仲麻呂政権は対蝦夷政策も積極的に行った。757年（天平宝字元年）に仲麻呂の子朝狩が陸奥守となり、新たに勢力外だった土地に桃生城および雄勝城を建設した。また762年多賀城を改修し、蝦夷への饗給（きょうごう）を行うにふさわしい壮大な施設へと変えた。仲麻呂の死から10年後の774年（宝亀5年）には桃生城が蝦夷に攻撃されて放棄される事件が起き（桃生城襲撃事件）、これ以降三十八年戦争といわれる、征夷と騒乱の時代へと突入する。780年（宝亀11年）には伊治呰麻呂が陸奥按察使紀広純を殺害し多賀城を焼き払うという事態（宝亀の乱）に至った。この騒乱状態は奈良時代の間には収束せず、平安時代へと引き継がれる。後に藤原緒嗣により「今天下の苦しむところは軍事と造作なり」と指弾されることとなる対蝦夷戦争は、「天皇の政治的権威の強化に大きな役割を担っていた」のである。